# (7441) Láska
7441 Laska (1995 OZ) – planetoida z pasa głównego asteroid okrążająca Słońce w ciągu 3,53 lat w średniej odległości 2,32 j.a. Odkryta 30 lipca 1995 roku.